# Eddie Butler
Eddie Butler (hebräisch אדי בטלר; * 2. Oktober 1971 in Dimona) ist ein israelischer Sänger.

## Leben und Wirken
Seine Eltern kamen aus Chicago, USA. Eddie fing schon früh zu musizieren und zu singen an. In den 1990er Jahren sang er mit einer Hochzeitsband und ab 1992 arbeitete er als Backgroundsänger bei Zehava Ben.
Im Jahr 1999 trat er das erste Mal für Israel beim Eurovision Song Contest an, jedoch als Mitglied der Gruppe Eden, in der auch sein älterer Bruder Gabriel Butler, Rafael Dahan und Doron Oren tätig waren. Damals erreichten sie den 5. Platz mit 93 Punkten.
2006 trat er wieder, diesmal alleine, für Israel in Athen an. Mit seinem Beitrag Together We Are One erreichte er den vorletzten Platz (23.) mit insgesamt nur 4 Punkten.